# خاچیک میریمانیان
خاچیک پوغوسی میریمانیان (ارمنی: Խաչիկ Պողոսի Միրիմանյան؛  زادهٔ ۱۴ نوامبر ۱۸۹۹ - درگذشته ۱۵ اکتبر ۱۹۷۹) دانشمند علوم خاک، استاد اهل ارمنستان بود.

## زندگی‌نامه
وی در ۲۶ نوامبر [سبک قدیمی: ۱۴ نوامبر] ۱۸۹۹ در نور بایزیت به دنیا آمد و دانشگاه دولتی کشاورزی روسیه (۱۹۲۸) فارغ‌التحصیل گشت. وی در دانشگاه ملی علوم کشاورزی ارمنستان فعالیت می‌کرد. همچنین برندهٔ جوایزی همچون نشان پرچم سرخ کار، نشان برجسته افتخار، دانشمند شایسته ارمنستان شوروی (۱۹۵۹) و نشان افتخار جمهوری ارمنستان شده است. وی در ۱۵ اکتبر ۱۹۷۹ در سن ۷۹ سالگی درگذشت.

## یادداشت
1. ↑  գյուղատնտեսական գիտությունների դոկտոր
2. ↑  Մոսկվայի Կ. Ա. Տիմիրյազևի անվան գյուղատնտեսական ակադեմիա